# Bogdan Migacz
Bogdan Krzysztof Migacz (ur. 28 maja 1948 w Wałbrzychu, zm. 18 czerwca 1998) – polski hokeista.
Przez większość kariery w latach 1964–1987 występował w drużynie Cracovii (z przerwą na odbycie służby wojskowej). W trakcie sezonu 1971/1972 decyzją klubu WKS Legia, podtrzymaną przez PZHL 15 stycznia 1972, został dyscyplinarnie zawieszony jako zawodnik za czyny niegodne sportowca oraz również zawieszony w prawa członka kadry olimpijskiej na turniej podczas ZIO 1972 (prócz niego także Mieczysław Jaskierski, Czesław Ruchała, Andrzej Słowakiewicz).
44-krotny reprezentant Polski w hokeju na lodzie. Uczestnik turniejów mistrzostw świata 1969, 1970, 1971.
Hokeistami zostały jego dzieci: syn Marcin Migacz (ur. 4 marca 1973, występował w I drużynie seniorów Cracovii) oraz córka Magda Migacz (ur. 7 maja 1977, zawodniczka drużyny żeńskiej Cracovii).
Zmarł 18 czerwca 1998. Został pochowany na cmentarzu Bronowickim w Krakowie.
Numer, w którym występował Bogdan Migacz (18), został zastrzeżony przez zarząd klubu hokejowego Cracovii.